# Rossini Opera Festival

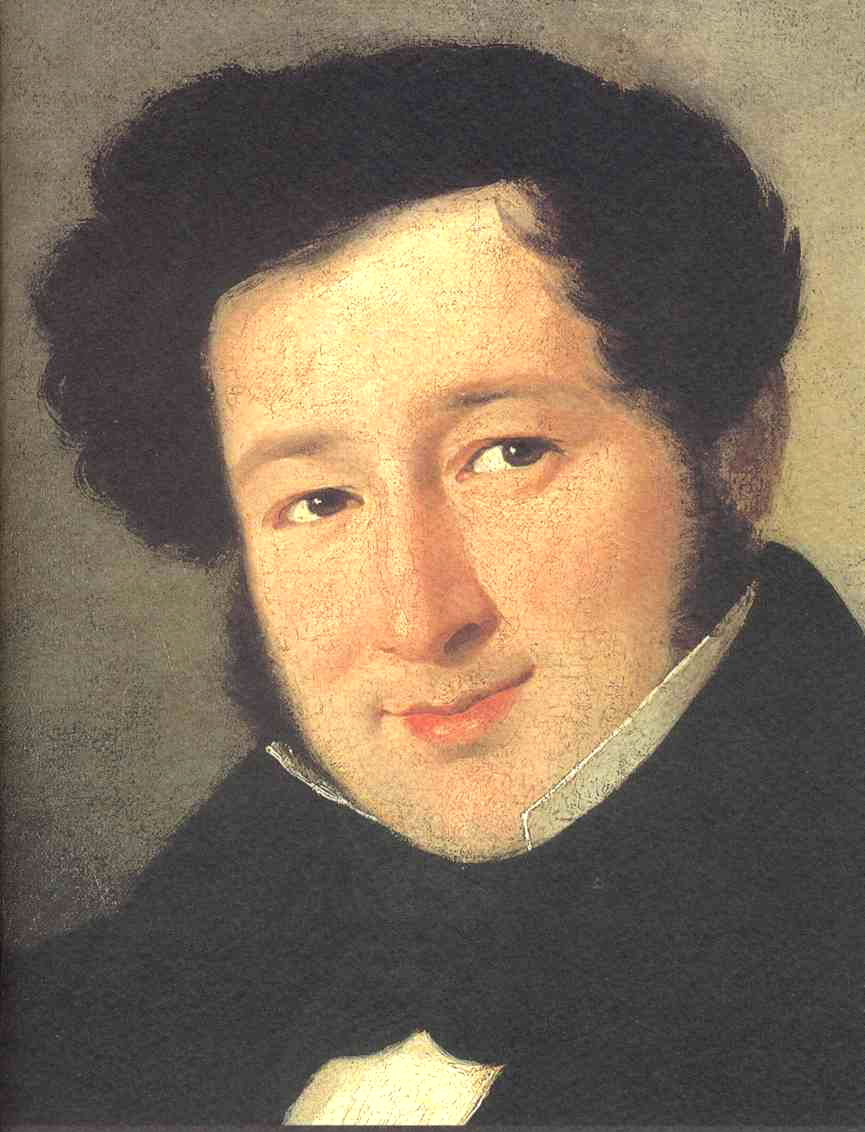
Gioachino Rossini na malbě z 19. století

Rossini Opera Festival, zkráceně R.O.F., je operní hudební festival, který od roku 1980 se koná každoročně v srpnu v italském Pesaru, rodném městě skladatele Gioacchina Rossiniho.

## Historie
Rossini Opera Festival (člen Evropské festivalové asociace) byl zpočátku zřízen pod patronátem města Pesaro. V roce 1985 se festival osamostatnil, nadále funguje pod záštitou města Pesaro, provincie Pesaro a Urbino, nadace Fondazione Cassa di Risparmio v Pesaru, Banca Popolare dell'Adriatico a nadace Scavolini.
První sezóna v roce 1980 byla zahájena v Rossiniho divadle 28. srpna operou Straka zlodějka. Provedení řídil Gianandrea Gavazzeni v kritické edici Fondazione Rossini, ve spolupráci s nakladatelstvím Ricordi, pod uměleckou patronací dirigenta Alberta Zeddy, jenž 3. září v Pedrottiho auditoriu řídil L'inganno felice se Sestem Bruscantinim a Enzem Darou.
13. srpna 1993 italský parlament jednomyslně schválil zvláštní zákon č. 319 upravující podporu Rossiniho operního festivalu ze strany italského ministerstva kultury (Ministero dei Beni Culturali), a zároveň pověřilo Festival oživením díla Gioacchina Rossiniho, coby integrální součásti italského kulturního dědictví.

## Účinkující
Festivalovým orchestrem ROF je orchestr Boloňského městského divadla, který je často doplňován jak domácími, tak zahraničními hostujícími hudebníky i celými tělesy. Sborové a některé sólové části oper byly v letech 1993-2008 svěřovány Pražskému komornímu sboru pod vedením Lubomíra Mátla.

## Sezóny
1980-1989
- 1980: Straka zlodějka (La gazza ladra), Zdařená lest (L'inganno felice)
- 1981: Italka v Alžíru (L'Italiana in Algeri), Straka zlodějka, Jezerní paní (La donna del lago)
- 1982: Tancredi, Italka v Alžíru
- 1983: Jezerní paní, Turek v Itálii (Il Turco in Italia), Mojžíš v Egyptě (Mosè in Egitto)
- 1984: Cesta do Remeše (Il viaggio a Reims), Hrabě Ory (Le Comte Ory)
- 1985: Mohamed druhý (Maometto secondo), Pan Bruschino (Il signor Bruschino), Mojžíš v Egyptě
- 1986: Turek v Itálii, Bianca a Falliero (Bianca e Falliero), Hrabě Ory
- 1987: Příležitost dělá zloděje (L'occasione fa il ladro), Ermione
- 1988: Othello (Otello), Pan Bruschino, Hedvábný žebřík (La scala di seta)
- 1989: Straka zlodějka, Příležitost dělá zloděje, Bianca e Falliero

1990-1999
- 1990: Hedvábný žebřík, Ricciardo e Zoraide
- 1991: Tancredi, Othello, Svatební směnka (La cambiale di matrimonio)
- 1992: Lazebník sevillský (Il barbiere di Siviglia), Semiramis (Semiramide), Hedvábný žebřík, Cesta do Remeše
- 1993: Armida, Mohamed II.
- 1994: Italka v Alžíru, Semiramis, Zdařená lest
- 1995: Vilém Tell (Guillaume Tell), Svatební směnka, Zelmira
- 1996: Ricciardo e Zoraide, Příležitost dělá zloděje, Matilde di Shabran
- 1997: Mojžíš a faraon (Moïse et Pharaon), Pan Bruschino, Lazebník sevillský
- 1998: Othello, Popelka (La Cenerentola)
- 1999: Adina, Tancredi, Cesta do Remeše

2000-2009
- 2000: Obléhání Korintu (La siège de Corinthe), Hedvábný žebřík, Popelka
- 2001: Noviny (La gazzetta), Jezerní paní
- 2002: Prubířský kámen (La pietra del paragone), Podivné nedorozumění (L'equivoco stravagante), Turek v Itálii
- 2003: Semiramis, Adina, Hrabě Ory
- 2004: Tancredi, Alžběta, královna anglická (Elisabetta, Regina d'Inghilterra), Matilde di Shabran
- 2005: Bianca e Falliero, Noviny, Lazebník sevillský
- 2006: Torvaldo a Dorliska (Torvaldo e Dorliska), Svatební směnka, Italka v Alžíru
- 2007: Othello, Turek v Itálii, Straka zlodějka
- 2008: Ermione, Podivné nedorozumění, Mohamed II.
- 2009: Zelmira, Hedvábný žebřík, Hrabě Ory

2010-2019
- 2010: Sigismondo, Demetrios a Polybios (Demetrio e Polibio), Popelka
- 2011: Adelaide di Borgogna, Mojžíš v Egyptě, Hedvábný žebřík
- 2012: Cyrus v Babylónii (Ciro in Babilonia), Matilde di Shabran, Pan Bruschino
- 2013: Italka v Alžíru, Vilém Tell, Příležitost dělá zloděje
- 2014: Armida, Lazebník sevillský, Aureliano in Palmira
- 2015: Straka zlodějka, Noviny, Zdařená lest
- 2016: Jezerní paní, Turek v Itálii, Cyrus v Babylónii